# Santuario Nacional de Nuestra Señora de Czestochowa
El Santuario Nacional de Nuestra Señora de Czestochowa (o simplemente Czestochowa), también conocido como Czestochowa estadounidense es un santuario católico polaco-estadounidense cerca de Doylestown, Pensilvania, fundado en 1953. Alberga una reproducción del icono de la Virgen Negra de Częstochowa, Polonia . El corazón del segundo primer ministro de Polonia, Ignacy Jan Paderewski, también se conserva allí.

## Historia
En 1953, un monje paulino polaco, el padre Michael M. Zembrzuski, compró un terreno cerca de Doylestown con la intención de construir una capilla dedicada a la  Virgen Negra de Częstochowa en el monasterio de Jasna Góra, el icono religioso más importante de Polonia, para reconectar a los polaco-estadounidenses. con sus raíces católicas polacas. El arzobispo John Francis O'Hara de Filadelfia otorgó el permiso para la construcción de un santuario y un granero se convirtió en la primera capilla; fue trasladado a un nuevo sitio y dedicado el 26 de junio de 1955.
La capilla fue reorganizada como un santuario para celebrar el milésimo aniversario de la nación polaca en 1966. Fue dedicada el 16 de octubre de 1966 por el arzobispo (más tarde cardenal) John Krol, con el presidente Lyndon B. Johnson y miembros de su familia como homenajeados. invitados. La pieza central del nuevo santuario fue un edificio de la iglesia diseñado por el arquitecto polaco-estadounidense George Szeptycki que alberga la réplica de la pintura de la Virgen Negra.
El cardenal Karol Wojtyla lo visitó dos veces: primero en 1969 y luego en 1976, mientras asistía al Congreso Eucarístico en Filadelfia.
En los años siguientes, se agregaron otras instalaciones al sitio, incluido un cementerio polaco-estadounidense (que incluye monumentos al segundo primer ministro de Polonia, Ignacy Paderewski, los húsares polaco-lituanos y las víctimas de las masacres de Katyń), un monasterio y un visitante. centrar. El cementerio también incluye las tumbas de miembros de los Veteranos polacos de la Segunda Guerra Mundial. El interior de la iglesia inferior fue remodelado para parecerse al interior del santuario de Jasna Góra en Polonia que alberga la pintura original. También hay un camino al aire libre con las Estaciones de la Cruz.

## Actividades
Una de las celebraciones más importantes es la fiesta anual de Nuestra Señora de Czestochowa el 26 de agosto, seguida de un festival polaco anual que se celebra cada fin de semana del Día del Trabajo. Desde 1988, ha habido una peregrinación anual de la Iglesia de los Ss. Peter y Paul en Great Meadows, Nueva Jersey.  Miles de personas participan en una procesión al aire libre a la luz de las velas y del Rosario el 7 de octubre, Fiesta de  Nuestra Señora del Rosario. El santuario está bajo la dirección de los Padres y Hermanos Paulinos que también administran el Santuario en Polonia.

## Monumentos
- Monumento a los Soldados Indomables en la Czestochowa Estadounidense[7][8]

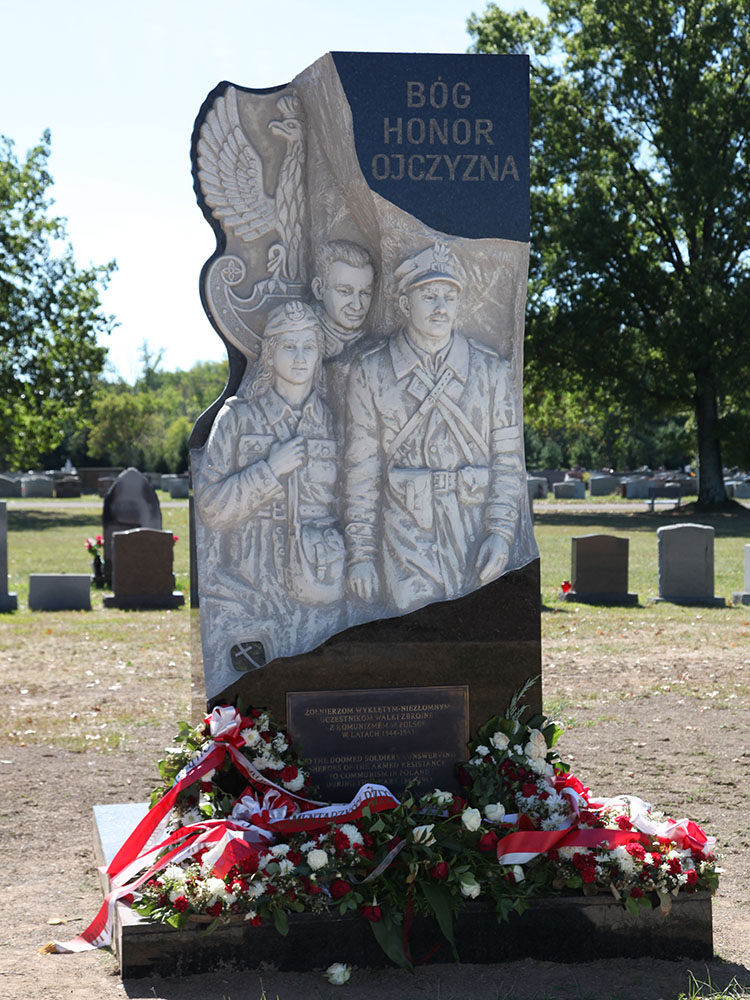
Monumento a los Soldados Indomables (Inka, Druh y Łupaszko)